# Paul Terlinden

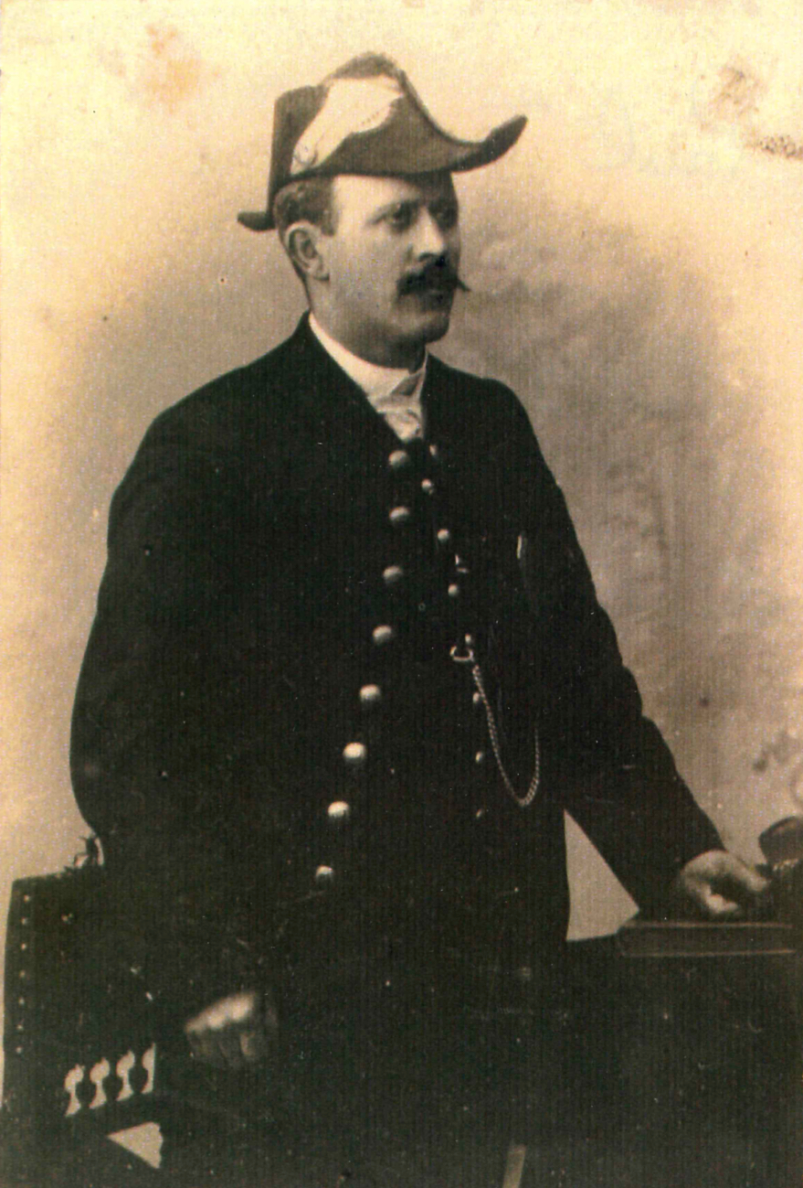
Paul Terlinden

Paul François Marie Joseph baron Terlinden (Gent, 4 oktober 1858 - Sint-Gillis, 11 april 1935) was een Belgisch advocaat, volksvertegenwoordiger en burgemeester.

## Biografie

### Familie
Jonkheer Paul Terlinden behoorde tot de uitgebreide Gentse, daarna Brussels-Leuvense familie Terlinden. Hij was een zoon van jhr. Charles Terlinden, Kamervoorzitter bij het hof van beroep in Brussel, en Marie Blanquaert. Hij was een broer van burggraaf Georges Terlinden, procureur-generaal bij het Hof van Cassatie, een oom van burggraaf Charles-Alexis Terlinden, historicus en hoogleraar, en een neef van Jules Terlinden, militair en senator.
Hij trouwde in 1883 in Sint-Gillis met Valentine Bosquet (1862-1941), kleindochter van Adolphe Bosquet, advocaat bij het Hof van Cassatie. Ze kregen drie zoons en twee dochters. De tak is in mannelijke lijn uitgestorven. Dochter Marie (1891-1960) trouwde met een zoon van baron Charles de Coninck de Merckem, burgemeester van Merkem, volksvertegenwoordiger en senator. Zoon Robert (1886-1914) was onderluitenant bij het 1e regiment lansiers en overleed in Kissignies in Duits-Oost-Afrika.
In 1927 verkreeg hij de bij eerstgeboorte overdraagbare baronstitel.

### Loopbaan
Terlinden promoveerde tot doctor in de rechten en werd advocaat. In 1884 werd hij gemeenteraadslid en burgemeester van Rixensart en bleef dit tot in 1921.
In november 1918 werd hij katholiek volksvertegenwoordiger voor het arrondissement Nijvel, in opvolging van de tijdens de oorlog overleden Émile de Lalieux de La Rocq. Hij vervulde het mandaat tot aan de eerste naoorlogse wetgevende verkiezingen van november 1919.
Tijdens de Eerste Wereldoorlog werkte zijn vrouw als verpleegster in militaire hospitalen achter de frontlijn. Hij bleef in Rixensart en lenigde er noden met eigen penningen. In 1917 werd hij door de Duitsers aangehouden.
Hij was ook regisseur van de familiedomeinen de Merode en woonde in een van de kastelen van deze familie.
In Rixensart is er de Avenue Paul Terlinden.